# Туристичка организација „Бор”
| Туристичка организација „Бор” |                              |
|                               |                              |
| Оснивач:                      | Град Бор                     |
| Основана:                     | 2006.                        |
| Седиште:                      | Моше Пијаде 19, · Бор Србија |
| Веб презентација              | ТОБ                          |
| Контакт:                      | 030/459-020                  |

Туристичка организација „Бор” је јавна установа града Бора, основана је 2006. године ради унапређења и промоције туризма тада на територији општине Бор.

## Активност и циљеви
У настојању да неспорне природне и антрополошке вредности позиционира на све пробирљивије туристичко тржиште, из године у годину тежи се да јавности понуди комплетне туристичке производе. Они су резултат ангажовања свих релевантних субјеката у овој области како би Бор и његова околина постали препознатљива и тражена дестинација.
Иницирање и развој туристичких локалитета, туризма на селу, стварање и профилисање сувенира као дела туристичке понуде, организација и суорганизација тематских сајмова, манифестација, стручних скупова, учешће у пројектима, у изради планских аката локалне самоуправе, учешће на сајмовима и манифестацијама које су од значаја за промоцију туристичке понуде и културно историјске баштине овог краја су само неке од активности Туристичке организације.
Посебна пажња и акценат посвећена је на израду што квалитетнијег и разноврснијег промотивног материјала са свеукупном и разноврсном понудом.

## Делатност
- унапређење и промоција туризма јединице локалне самоуправе;
- подстицање програма изградње туристичке инфраструктуре и уређење простора;
- координирање активности и сарадње између привредних и других субјеката у туризму, који непосредно и посредно делују на унапређење и промоцији туризма;
- доношење годишњег плана и програма промотивних активности у складу са стратегијом промоције туризма, планом и програмима Туристичке организације Србије;[4]
- обезбеђивање информативно-пропагандног материјала којим се промовишу туристичке вредности општине Бор (штампане публикације, аудио и видео промотивни материјал, интернет презентације, сувенири) и туристичке сигнализације за туристичка места у сарадњи са надлежним органима;
- прикупљање и објављивање информација о целокупној туристичкој понуди на територији општине Бор, као и друге активности значајне за туризам;
- организовање и учешћа у организацији туристичких, научних, стручних, спортских, културних и других скупова и манифестација;
- формирање туристичко-информативних центара (за прихват туриста, пружање бесплатних информација туристима, прикупљање информација за потребе информисања туриста, упознавање туриста са квалитетом туристичке понуде, упознавање надлежних органа са притужбама туриста и др.)
- успостављање, јачање, неговање и унапређење веза између представника дијаспоре и општине Бор;
- усмеравање и координација иницијатива и активности привредних субјеката и других организација на формирању и пласману туристичких производа;
- покретање и организација активности у циљу побољшања квалитета услуга у туризму, развијања туристичке свести, туристичке културе, заштите и унапређење животне средине;
- промоцију одрживог туризма, природних и културних вредности;
- организовање акција уређења туристичких локалитета на територији општине Бор
- продаја сувенира и промотивно-пропагандног материјала;
- услуге везане за превоз путника-продаја карата;
- продаја улазница за културне, спортске и друге манифестације;
- организовање водичке службе за туристичке локалитете општине Бор;
- продаја улазница за туристичке локалитете на територији општине Бор
- управљање заштићеним природним вредностима.